# Saoenahmarkt
De Saoenahmarkt, ook wel Sowma Markt, is een markt aan de Anamoestraat in Paramaribo-Noord, op de hoek met de Jozef Israëlstraat. Er schuin tegenover bevindt zich de Javaanse vereniging Sana Budaya. Door de aanwezigheid van veel Javaanse standhouders en de nadruk op Javaans eten staat de markt ook wel bekend als de Javaanse markt.

## Geschiedenis
De markt ontstond in 1996 toen de overheid venters verhinderde om hun waren aan de Tourtonnelaan te verkopen. Een aantal van hen benaderde toen Amin Abas met het verzoek om een terrein van Lincoln NV ter beschikking te stellen om hun waren aan te bieden. Aan het begin waren er vier kampen met 48 standplaatsen; later werd de markt uitgebreid en gemoderniseerd, zoals met de aanleg van een poort bij de ingang, omheining, banken, picknicktafels en een goede waterafvoer en werd de beplanting onderhouden.

## Activiteiten
Naast de verkoop van waren wordt geregeld een (cultureel) evenement georganiseerd, zoals een kinderdag met een luchtkussen, jaran képang (paardendans) of gamelanorkest. Op de kampong staan geregeld uitstallingen van Lincoln zelf (kleding en bouwmaterialen) of van anderen zoals startende ondernemers. Naast verkoopwaar worden er allerlei Javaanse gerechten en lekkernijen verkocht.

## Galerij
|  |  |  |
|  |  |  |